# Houstonia acerosa
Houstonia acerosa là một loài thực vật có hoa trong họ Thiến thảo. Loài này được (A.Gray) Benth. & Hook.f. mô tả khoa học đầu tiên năm 1873.